# Je suis seul
Ne doit pas être confondu avec Je me sens si seul (chanson de Johnny Hallyday).
Singles de Johnny Hallyday
Si j'étais un charpentier
(1966) Amour d'été
(1967)
Je suis seul est une chanson emblématique de Johnny Hallyday. Adaptation française par Georges Aber du titre What Is Soul, elle sort en super 45 tours en mars 1967.

## Histoire
Enregistrée à New York au Talent Master Studio entre le 7 et 13 mars 1967, Je suis seul sort en disque le 15 mars, le jour même de la première de Johnny Hallyday à l'Olympia de Paris,, où il partage l'affiche avec Sylvie Vartan. Pour l'occasion, la chanson est créée sur scène et prend aussitôt une place à part dans le tour de chant d'Hallyday en s'intégrant dans un triptyque rythm 'n' blues (créé sur cette même scène, lors d'un Musicorama l'automne précédent), auquel elle donne ici sa forme définitive.
Ce 18 octobre 1966, Johnny Hallyday achève son récital par les titres Jusqu'à minuit, Confessions et Noir c'est noir, dans un enchaînement qui ne fait qu'un, Confessions étant un monologue, une longue supplique rythmée faisant la liaison entre les deux autres morceaux. C'est ce soir là que le chanteur lance pour la première fois au public « Y a-t-il quelqu'un qui veuille m'aimer, [...], j'ai tant besoin d'amour [...], je me sens si seul [...] », enchaînement de circonstance repris quelques mois plus tard et précédant la chanson Je suis seul.
Ce Medley rythm'n'blues (ainsi souvent nommé plus tard sur les albums live, bien que les titres soient interprétés dans leur intégralité), composé de Jusqu'à minuit, Je suis seul et Noir c'est noir, marque les esprits et devient l'un des moments forts du tour de chant de Johnny Hallyday, qui par la suite le reprend régulièrement lors de ses prestations sur scènes : au Palais des sports de Paris lors des spectacles de 1976 et 1982 ; au Parc des Princes en 1993 et 2003 ; au Stade de France lors des shows de 1998 et 2009.

## Discographie
15 mars 1967 :
- Super 45 tours Philips 437.304 BE[5] : Hey Joe, Je crois qu'il me rend fou, Je suis seul, La petite fille de l'hiver
- 45 tours promotionnel Philips 373 961[6] : Je suis seul, Je crois qu'il me rend fou

Discographie live :
- 1967 :  Olympia 67
- 1967 : Johnny au Palais des sports
- 1968 : Live Grenoble 1968 (inédit parut en 2012)
- 1976 : Johnny Hallyday Story - Palais des sports
- 1982 : Palais des sports 82
- 1993 : Parc des Princes 1993
- 1998 : Stade de France 98 Johnny allume le feu
- 2003 : Parc des Princes 2003
- 2003 : Hallyday Bercy 2003 (sortie posthume en 2020)
- 2009 : Tour 66 : Stade de France 2009

## Classements hebdomadaires
| Classement (1967)                       | Meilleure position |
| --------------------------------------- | ------------------ |
| Belgique (Wallonie Ultratop 50 Singles) | 2                  |